# Darius Sessions

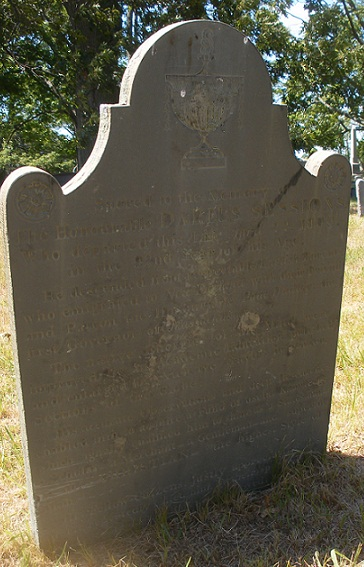
Grabstein von Darius Sessions auf dem North Burial Ground

Darius Sessions (* 17. August 1717 in Pomfret, Colony of Connecticut; † 27. April 1809) war ein Vizegouverneur (Deputy Governor) der Colony of Rhode Island and Providence Plantations. Er war in den Vorfall um die Kaperung und Versenkung des britischen Schoners HMS Gaspée verwickelt und trug entscheidend dazu bei, die Verantwortlichen zu schützen.

## Frühe Jahre
Darius Sessions, Sohn von Joanna Corbin (1686–1771) und Nathaniel Sessions (1681–1771), wurde während der Kolonialzeit im Windham County geboren. Seine Familie war wohlhabend und besaß viel Land im Osten von Connecticut. Über die Jugendjahre von Darius Sessions ist nichts bekannt. Sessions besuchte das Yale College in New Haven, wo er 1737 graduierte. Danach ging er einer Beschäftigung in einem Handelsgeschäft nach. Während des King George’s War war er 1746 Teilhaber der Freibeuterslup Reprisal. Er wurde dann 1750 Sailing Master auf dem Schoner Smithfield. In der Folgezeit war die Smithfield in der Karibik im Bereich der Westindischen Inseln aktiv. Er war wahrscheinlich auch im Brennereigeschäft seines Schwiegervaters William Antram tätig, welcher eine Brennerei nördlich von Sessions’ zu Hause in Providence (Rhode Island) hatte. Während des Siebenjährigen Krieges in Nordamerika finanzierte er um 1763 die Bemühungen seines Bruders, Captain Amasa Sessions, eine Kompanie auszuheben.
Sessions wurde ein enger Freund von dem ersten Präsidenten der Brown University James Manning. In diesem Zusammenhang wird ihm zugeschrieben, dass die Universität in Providence anstatt in Newport oder Warren angesiedelt wurde. 1763 wurde er ein Assistant und 1769 Vizegouverneur der Kolonie. Dabei ersetzte er Joseph Wanton, welcher der neue Gouverneur wurde.

## Gaspéeaffäre
Im März 1772 arbeitete Sessions in Providence. Während jener Zeit sandte er einen beunruhigenden Brief an Gouverneur Wanton in Newport. Er äußerte seine Besorgnis über einen britischen Schoner, der in der Narragansett Bay kreuzte und den Schiffsverkehr störte durch das Stoppen und Durchsuchen der Handelsschiffe. Sessions ersuchte, dass der Gouverneur Maßnahmen ergreifen sollte, um den Schiffskommandanten zu Verantwortung zu bringen. Eine Reihe von Briefen mit Drohungen folgte zwischen dem Gouverneur und dem Kommanditen der Gaspée, Lieutenant William Dudingston, und dessen direkten Vorgesetzten, Admiral John Montagu. In der Nacht vom 9. auf den 10. Juni 1772 griff eine aufgebrachte Gruppe von Kolonisten das Schiff an und brannte es nieder. Offiziell war Sessions über diesen Vorfall empört und bot koloniale Hilfe an, um die Täter vor Gericht zu bringen. Wegen der drohenden Vergeltung durch die britischen Behörden unternahmen die Rhode Island Beamten sichtbare Schritte, um die Schuldigen aufzufinden, welche das Schiff niederbrannten. Hinter den Kulissen tat Sessions aber alles, was er konnte, jeden Versuch die Angreifer zu identifizieren zu durchkreuzen. Als eine königliche Kommission dann durch die Briten ernannt wurde, um den Vorfall zu untersuchen, forderten sie, dass jede angeklagte Person zwecks einer Gerichtsverhandlung nach England gesandt werden sollte. Diese ungeheuerliche Bedrohung für die lokale Freiheit begünstigte die Kolonisten das Committee of Correspondence zu bilden. Der königstreue Gouverneur von Massachusetts Thomas Hutchinson verschlimmerte das koloniale Empfinden weiterhin, indem er die Briten dazu drängte die Gründungsurkunde von Rhode Island aufzuheben.
Sessions beriet sich mit dem Chief Justice Stephen Hopkins und dem Rechtsanwalt John Cole. Danach appellierte er an Samuel Adams, einen Politiker aus Massachusetts, welcher Rhode Island dazu drängte trotzig zu verbleiben oder zumindest die Angelegenheiten durch das Ersuchen um die Schaffung einer königlichen Kommission zu verzögern. Gouverneur Wanton wurde an die Spitze dieser Kommission gesetzt, war sich aber mit Sessions und Hopkins einig die Ziele der Kommission zu vereiteln. Sessions, Hopkins und andere koordinierten ihre Bemühungen die Beweise verschwinden zu lassen, bedrohten potentielle Zeugen und diskreditierten diejenigen, welche aussagten. In diesem Zusammenhang griff Sessions insbesondere die Glaubwürdigkeit von Aaron Briggs und Stephen Gulley an, von denen der erstgenannte die Namen von einigen Angreifern preisgab. Die überwiegende Mehrheit der Bürger von Rhode Island unterstützten die Angreifer und schwiegen über ihre Identität. Ein Jahr nach dem Vorfall wurde die königliche Kommission aufgelöst, ohne eine einzige Anklage erhoben zu haben.

## Späte Jahre
Sessions übernahm 1774 die Verantwortung für die militärischen Bereitschaft von Rhode Island. Er und Wanton wollten kein stehendes Heer in Rhode Island, da sie fürchteten britische Strafaktionen zu verursachen. Bei der Wahl von 1775 wurde Sessions durch Nicholas Cooke als Vizegouverneur ersetzt, während Wanton erneut zum Gouverneur gewählt wurde. Im April 1775 brach der Unabhängigkeitskrieg aus. Die State Legislature, welche einen harten außenpolitischen Kurs vertrat, verhinderte infolgedessen die Vereidigung von Wanton als Gouverneur. Er wurde im November 1775 abgesetzt, da er nachweislich ein Loyalist war, und durch Cooke ersetzt. Sessions schrieb währenddessen einen Brief an die General Assembly, wo er um die Vergebung für seine früheren Handlungen bat, was ihm gewährt wurde. Er kehrte dann auf seine Farm in Connecticut zurück, welche er zu einem staatlichen Herrenhaus im Kolonialstil umbaute. Seine Farm diente dann während des Unabhängigkeitskrieges als Kommandozentrale und sogar George Washington besuchte sie gelegentlich.
Nach dem Ende des Krieges trat Sessions nicht mehr im öffentlichen Rampenlicht auf. 1795 betätigte er sich und sein Sohn Thomas in der Schifffahrt zwischen Rhode Island und Saint Croix (Amerikanische Jungferninseln). Sessions verstarb am 27. April 1809 im Alter von 92 Jahren. Sein Leichnam wurde nach Providence überführt, wo er auf dem North Burial Ground neben seiner Ehefrau beigesetzt wurde. Er war mit Sarah Anstram, Tochter von Sarah Fenner und William Antram, verheiratet. Das Paar bekam zehn gemeinsame Kinder: Mary (1751–1836), Sarah (1753–1821), Anne (1754–1781), William H., Darius, George (1760–1770), Elizabeth (1763–1785), Amey (1764–1829), Nathaniel (1767–1774) und Thomas (1769–1845).